# Сосница
Со́сница (укр. Со́сниця) — посёлок в Корюковском районе Черниговской области Украины, административный центр Сосницкой поселковой общины. До 17 июля 2020 года был административным центром Сосницкого района.
Название посёлка происходит от сосновых лесов, его окружающих.

## Географическое положение
Посёлок расположен в 90 километрах на восток от Чернигова, невдалеке от слияния рек Десны и Сейма. Через посёлок протекает река Убедь. Расстояние до Чернигова по автодорогам — 88 км, до Киева — 227 км.

## История
Самый ранний документ в котором можно найти упоминания о Соснице — Ипатьевская летопись. В хронике за 1234 год упомянуто о том, как Даниил Галицкий, помогая Киевскому Великому князю в войне с Михаилом Черниговским, освободил ряд городов, в том числе и Сосницу.
Однако первые поселения в области Сосницы появились гораздо раньше. Судя по результатам археологических раскопок — ещё в каменном веке. На окраине посёлка Сосница и близ него археологами обнаружено несколько поселений эпохи неолита (V—IV тысячелетие до н. э.), бронзы (II тысячелетие до н. э.), 2 поселения и курганный могильник скифского периода (V—IV вв. до н. э.). По посёлку получила название сосницкая культура эпохи бронзы. В Соснице найдены также 2 клада римских монет (II века н. э.). На территории Сосницы исследованы 2 раннеславянских поселения первых веков н. э., 4 поселения и 2 могильника северян (VII—X вв.), 2 городища и 3 поселения времён Киевской Руси; обнаружены древние гончарные изделия: они отличаются характерным орнаментом. Подобную керамику в археологии принято называть «сосницкой».
В начале XI века гибнет поселение роменской культуры у села Сосница.
Область была перезаселена в 1370 году во время правления Великого князя Литовского Ольгерда.
После русско-литовской войны 1500—1503 годов Сосница вошла в состав княжества Московского, но уже в 1618 году, по Деулинскому перемирию Сосница отошла к Польше.
Некоторое время она была собственностью польского шляхтича М. Пшонки, а потом — магната А. Пясочинского. В центре Сосницы в 1634 г построена Сосницкая крепость, с тех пор поселение отнесено к категории городов (получила Магдебургское право). Как город оно обозначено на карте французского инженера Гийома Боплана, который руководил строительством крепости.
До 1648 г. Сосница — центр Сосницкой волости Новгород-Северского повета Черниговского воеводства Речи Посполитой.
После начала восстания Хмельницкого, летом 1648 года была сформирована Сосницкая сотня в составе отдельного Сосницкого полка. По Зборовскому договору 16 октября 1649 года Сосницкий полк (который включал сёла Лавы, Рудню, Устье, Якличи, Зметнев, Конятин, Козляничи, Шабалинов), а возглавлял его Леонтий Ракушка (1648—1649 годы), был ликвидирован. Полковая территория и население, уже как сотня, вошли в состав Черниговского полка.
В 1654 г. Сосницкая сотня была включена в Нежинский полк (местечко Сосница и сёла Лавы, Киреевка, Зметнев, Усть-Убедское). В 1663 году гетман И. Брюховецкий возобновил отдельный Сосницкий полк, но гетман Пётр Дорошенко, во время своего похода на Левобережье, в 1668 году ликвидировал Сосницкий полк, а территорию и козаков как отдельную сотню включил в Черниговский полк. В нём Сосницкая сотня состояла до своей ликвидации в 1782 году.
Кратковременно, с 1751 по 1768 год, сотня разделялась на два подразделения.
В 1796 году селение получило статус города Черниговского наместничества Российской империи.
В 1900 году Сосница являлась уездным городом Сосницкого уезда Черниговской губернии с населением 7095 человек, здесь действовали пивоваренный завод, женская прогимназия, уездное и приходское одноклассные училища, больница, библиотека общественного собрания, ссудо-сберегательное товарищество и восемь православных церквей, три раза в год проходили ярмарки.
С 1924 года в Соснице работает Сосницкий сельскохозяйственный техникум бухгалтерского учёта, в котором готовят специалистов экономического направления.
Во время Великой Отечественной войны в 1941—1943 годах населенный пункт находился под немецкой оккупацией.
В середине 1970х годов здесь действовали сыродельный завод, кирпичный завод, хлебокомбинат, пищекомбинат, швейно-галантерейная фабрика, сельскохозяйственный техникум бухгалтерского учёта, краеведческий музей и литературно-мемориальный музей А. П. Довженко.
В 1979 году здесь был построен кинотеатр имени А. Довженко с залом на 400 мест (архитектор А. Сергеев).
В мае 1995 года Кабинет министров Украины утвердил решение о приватизации находившейся здесь райсельхозхимии, в июле 1995 года было утверждено решение о приватизации райсельхозтехники и завода продовольственных товаров.

## Население
По состоянию на 1 января 2013 года численность населения составляла 7355 человек.

### Языковой состав
Родной язык населения по данным переписи 2001 года:
| Язык       | Численность, чел. | Доля     |
| ---------- | ----------------- | -------- |
| Украинский | 7 731             | 97,59 %  |
| Русский    | 175               | 2,21 %   |
| Другие     | 16                | 0,20 %   |
| Итого      | 7 922             | 100,00 % |

## Транспорт
Посёлок находится в 18 км от ближайшей железнодорожной станции Мена (на линии Гомель — Бахмач) Юго-Западной железной дороги.

## Достопримечательности
В Соснице есть небольшой краеведческий музей, созданный Виноградским Ю. С. и деревянная церковь XVIII века.
В городе было несколько церквей: Воскресенская, Крестовоздвиженская, Покровская, Рождество-Богородицкая.
Памятниками истории местного значения являются Дом Сосницкой земской управы на проспекте Гагарина, 16, Дом, где проводил свою работу 1-й уездный комитет партии 1919 года по адресу улица Хмельницкого, 18.

## Известные люди
- Амитин-Шапиро, Залман Львович (1893—1968) — советский востоковед.
- Бернацкий, Владимир Нифонтович (1938—2019) — украинский художник.

- Виноградский, Юрий Степанович (1873—1965) — украинский краевед, археолог и диалектолог.
- Волович, Хава Владимировна (1916—2000) — писатель, актриса, режиссёр.
- Гуревич, Михаил Осипович (1878—1953) — психиатр, доктор медицинских наук, один из основоположников советской детской психиатрии.
- Довженко, Александр Петрович (1894—1956) — всемирно известный украинский кинорежиссёр. На его родительской усадьбе с 1960 года действует Литературно-мемориальный музей.
- Елинсон, Матвей Ильич (1918—2000) — советский и российский учёный.
- Петрюк, Василий Демидович (1922—1991) — Герой Советского Союза.
- Платон (Петрункевич) (1700—1757) — епископ Русской православной церкви, епископ Владимирский и Яропольский.
- Полторацкий, Марк Фёдорович (1729—1795) — певец и дирижёр.
- Сикало, Иван Михайлович (1909—1975) — украинский советский актёр и театральный режиссёр, народный артист Украинской ССР.
- Тарасенко, Василий Акимович(1907—2001) — советский дипломат, первый представитель Украины в ООН.

- Шафонский, Афанасий Филимонович (1740—1811) — украинский экономист, этнограф, врач, работавший над проблемой борьбы с эпидемией чумы.